# Sportclub Brühl Sankt Gallen
Lo Sportclub Brühl Sankt Gallen (noto più semplicemente come Brühl) è una società calcistica svizzera con sede nella città di San Gallo. La sua fondazione risale al 27 marzo 1901.
Milita nella Promotion League.

## Cronistoria
- 1901-1905: Attività amichevole[1]
- 1905-1908: Serie A (OFV)
- 1908-1910: Divisione Nazionale B
- 1910-1931: Divisione Nazionale A
- 1931-1950: Divisione Nazionale B
- 1950-1956: Prima Lega
- 1956-1957: Divisione Nazionale B
- 1957-1959: Prima Lega
- 1959-1973: Divisione Nazionale B
- 1973-1980: Prima Lega
- 1980-1985: Seconda Lega
- 1985-1986: Prima Lega
- 1986-1988: Seconda Lega
- 1988-1996: Prima Lega
- 1996-2000: Seconda Lega
- 2000-2010: Seconda Lega interregionale
- 2010-2011: Prima Lega
- 2011-2012: Divisione Nazionale B
- 2012-2014: Prima Lega Promozione
- 2014-oggi: Promotion League

## Presidenti
- 1924-1927 e 1937-1940:  Paul Grüninger

## Palmarès

### Competizioni nazionali
- Campionato svizzero: 1

1914-1915
- Campionato svizzero di Prima Lega: 1

2010-2011
- Seconda Lega interregionale: 1

2009-2010 (gruppo 5)

### Competizioni regionali
- Campionato della Ostschweizer Fussball-Verband: 3

1905-1906, 1906-1907, 1907-1908

### Altri piazzamenti
- Coppa Svizzera:

Semifinalista: 1938-1939
- Challenge League:

Secondo posto: 1931-1932 (girone ovest), 1932-1933 (girone ovest)
Terzo posto: 1934-1935 (girone ovest), 1935-1936 (girone est), 1936-1937 (girone est), 1937-1938 (girone est) 1959-1960, 1965-1966, 1968-1969
- Seconda Lega interregionale:

Secondo posto: 2008-2009 (gruppo 5)

## Organico

### Rosa 2017-2018
Aggiornato al 2 febbraio 2018.
| N. |                        | Ruolo | Calciatore              |
| -- | ---------------------- | ----- | ----------------------- |
| 1  | Turchia (bandiera)     | P     | Arif Celebi             |
| 2  | Svizzera (bandiera)    | D     | Loris Pellegatta        |
| 4  | Svizzera (bandiera)    | A     | Michael Hürlimann       |
| 6  | Svizzera (bandiera)    | C     | Christian Böhi          |
| 7  | Svizzera (bandiera)    | C     | Fabian Steuri           |
| 8  | Albania (bandiera)     | D     | Denis Simani            |
| 10 | Italia (bandiera)      | C     | Francesco Clemente      |
| 11 | Svizzera (bandiera)    | A     | Florian Eberle          |
| 12 | Svizzera (bandiera)    | D     | Thomas Inauen           |
| 14 | Paesi Bassi (bandiera) | D     | Sebastian Van der Werff |

| N. |                               | Ruolo | Calciatore           |
| -- | ----------------------------- | ----- | -------------------- |
| 16 | Sudafrica (bandiera)          | C     | Vertzatzki Dertovich |
| 17 | Svizzera (bandiera)           | D     | Marc Zellweger       |
| 18 | Macedonia del Nord (bandiera) | A     | Valdet Istrefi       |
| 19 | Kosovo (bandiera)             | C     | Begat Bushati        |
| 20 | Giappone (bandiera)           | A     | Gan-Gan              |
| 21 | Croazia (bandiera)            | A     | Alban Morina         |
| 22 | Svizzera (bandiera)           | C     | Michael Keller       |
| 23 | Albania (bandiera)            | P     | Arianit Lazraj (c)   |
| 24 | Svizzera (bandiera)           | C     | Damian Bellón        |
| 26 | Svizzera (bandiera)           | D     | Philip Züger         |
| 30 | Svizzera (bandiera)           | P     | Raphael Spiegel      |

### Staff tecnico
| Allenatore:              | Denis Sonderegger    |
| Vice allenatore:         | Alexandre de Freitas |
| Allenatore dei portieri: | Daniel Manser        |